# Aggeneys

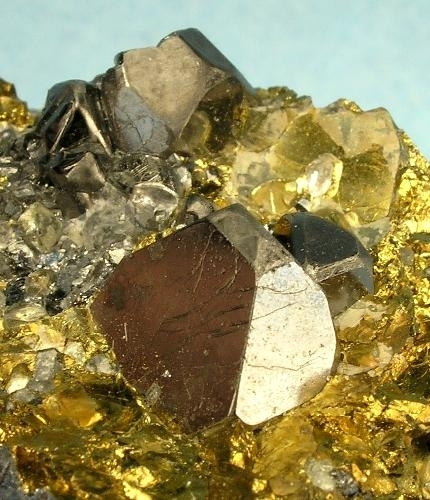
Een ongebruikelijk specimen van Aggeneys chalcopyrite (goudkleurig) en magnetite (donker), de laatste goed gekristalliseerd octahedrons tot 1 cm.

Aggeneys is een kleine mijnstad gelegen in de gemeente Khâi-Ma in Namakwaland in de Zuid-Afrikaanse provincie Noord-Kaap. Het ligt tussen Pofadder en Springbok aan de nationale weg N14.

## Geschiedenis
Het dorp Aggeneys was altijd een boerderij met dezelfde naam, totdat er in de jaren 1970 rijke ertsreserves van lood, zink, koper en zilver werden ontdekt in de "Black Mountain", gelegen 10 km ten westen van het dorp. Dit heeft geleid tot grootschalige mijnbouwactiviteiten. Een gedeelte van de delfstoffen worden via Saldanhabaai uitgevoerd. Om de mijnwerkers te huisvesten is het stadje in 1976 gesticht. De naam van het stadje is van Khoikhoi-oorsprong. De betekenis is onzeker; het kan een paar dingen betekenen: - 'plek van slachting', 'plek van bloed', 'plek van water' of 'bergachtig gebied'.

## Mijnbouw en geologische context
Men stelt meer dan 600 mensen te werk in de Black Mountain-mijn, een ondergrondse operatie voor het delven van onedele metalen.
De mijnbouwproducten worden per vrachtwagen vervoerd naar de dichtstbijzijnde spoorlijn, 150 km zuidoostelijker. Dit gebeurt via een lijnrechte gravelweg. Een belangrijke zinkafzetting is ontdekt in de nabijgelegen Ghaamsberg. Het betreft een zogenoemde inselberg (eilandberg).
De reeks van heuvels, bergen en inselbergen in het gebied vertonen een van de geologisch meest complexe situaties in Zuid-Afrika. Zij bevatten, voor zover bekend, een van de rijkste concentraties van koper, lood en zink.

## Natuur
In het semi-woestijnlandschap accentueren grasvelden en bomen, die geplant zijn toen het stadje werd gesticht, het gevoel van een 'oase’. Een van belangrijkste attracties van het plaatsje is haar golfbaan. De waterbehoeften van het stadje zijn groter dan dat de plaatselijke bronnen kunnen leveren. Alles wordt echter groen gehouden door water te pompen via een pijpleiding van de Oranjerivier, gelegen circa 40 km naar het noorden.
Echter buiten de randen van het stadje zijn de condities dor en droog met unieke ecologieën op de verschillende inselbergs, pieken, heuvels en vlakten. De gemiddelde regenval in de nederzetting is ongeveer 112 mm per jaar, met de grootste neerslag tussen januari en april. De laagst gemeten neerslag (11 mm) was in 1992 terwijl het 'natste' jaar in 2006 werd genoteerd. De temperatuur is gemiddeld tussen 15 °C en 38 °C in de zomer en tussen 0 °C en 18 °C in de winter.
Dichtbij ligt de Ghaamsberg, waar van gedacht wordt dat zij een van de laatst bekende inheemse Bosjesmanstammen herbergt.

## Verkeer en vervoer
Het plaatsje heeft een klein vliegveldje (airstrip), bekend als "Aggeneys Airport". Er zijn geen geregelde vluchten van dit vliegveldje.